# Tilsit (formaggio)
Il Tilsit o Tilsiter è un formaggio tedesco, russo e svizzero.

## Storia
Il Tilsit venne inventato da emigranti svizzeri giunti nella città della Prussia Orientale da cui l'alimento prende il nome. Nel 1893, la ricetta del formaggio venne esportata anche in Svizzera, ove venne ulteriormente raffinata e, a partire dalla prima metà del Novecento, anche in Germania, dove viene prodotto l'Holsteiner Tilsiter, che detiene un riconoscimento IGP.

## Caratteristiche
Il Tilsit è un formaggio a pasta semidura, presenta dei fori irregolari, è di colore giallo pallido e ha una crosta gialla scura. Il Tilsit industriale viene prodotto con latte vaccino pastorizzato e presenta una quantità di grassi del latte che spazia dal 30% al 60%.